# Ron Solt
Ronald Matthew Solt (Maryland, 19 maggio 1962) è un ex giocatore di football americano statunitense che ha militato nel ruolo di guardia nella National Football League (NFL).

## Carriera
Al college Solt giocò a football a Maryland. Fu scelto come diciannovesimo assoluto nel Draft NFL 1984 dagli Indianapolis Colts. Questi avevano acquisito la scelta dai Denver Broncos l'anno precedente nello scambio che aveva portato John Elway a Denver.
Dopo essere stato selezionato per il Pro Bowl nel 1987, Solt iniziò una disputa contrattuale che si protrasse fino al primo mese della stagione 1988, dopo di che fu scambiato con Philadelphia Eagles per una scelta del primo giro del Draft 1989 e una del quarto giro del Draft 1990. Nel 1990 Solt fu sospeso per quattro partite per uso di steroidi. Nel 1992 rifermò con i Colts, con cui passò le ultime due stagioni della carriera.

## Palmarès
- Convocazioni al Pro Bowl: 1

1987
- PFWA All-Rookie Team - 1984